# 한국연합광고
한국연합광고는 대한민국 주요 광고대행사의 하나로 MBC 애드컴의 전신이다.

## 개요
한국연합광고는 1962년 미국인이 만든 임팩트사가 그 전신이다. 당시 펩시콜라 등의 광고대행을 맡고 있던 임팩트사는 1972년 9월 MBC 문화방송주식회사의 전속 대행사인 연합광고에 흡수된 이후 1974년 3월 1일 한국연합광고 주식회사라는 이름의 광고대행사로 분리·독립했다. 1980년대 초반까지 제일기획과 더불어 국내의 대표적인 광고대행사의 하나로 성장했다. 이후 대기업 계열 광고대행사의 급속한 성장에 밀려 1990년의 경우 취급고 면에서 국내 10위 정도로 밀려났지만 현재 미국의 광고대행사인 FCB(Foot Cone & Belding)사와 업무제휴를 하는 등 광고의 선진화에 주력하고 있다. 1993년 MBC 애드컴으로 상호를 변경했으며 1997년부터 문화방송국의 인터넷 정보방송 업무를 대행하기 시작했다. 2000년 주요 사업은 광고대행업을 비롯하여 국내 소비자 조사 서비스, 인터넷 정보방송 서비스, 문화방송 관련 이벤트 및 상품협찬을 주관하고 있다.